# Канен
Канен (寛延) је јапанска ера (ненко) која је настала после Енкјо и пре Хореки ере. Временски је трајала од јула 1748. до октобра 1751. године и припадала је Едо периоду. Владајући монарх био је цар Момозоно. Ера је именована како би се обележило крунисање цара Момозоноа, а њено име Канен у преводу значи "продужена милост".

## Важнији догађајиКаненере
- 1748. (Канен 1): Изведена је прва луткарска представа у 11 чинова која прати причу о 47 ронина.[3]
- 1748. (Канен 1): У Кјоту су примљени амбасадори (дипломате) из Кореје и Рјукју острва.[2]
- 7. октобар 1749. (Канен 2, двадесетшести дан осмог месеца): Велика олуја у Кјоту. Гром удара у замак Ниџо где брзо настаје пожар.[4]
- 28. мај 1750. (Канен 2, тринаести дан четвртог месеца): Умире бивши цар Сакурамачи.[5]